# Breiðamerkurjökull
Breiðamerkurjökull är en glaciär i republiken Island. Den ligger i regionen Austurland, 270 km öster om huvudstaden Reykjavík.
Trakten runt Breiðamerkurjökull är nära nog obefolkad, med mindre än två invånare per kvadratkilometer. Trakten runt Breiðamerkurjökull består i huvudsak av gräsmarker.
Breiðamerkurjökull sträcker sig 120 meter under ytan på sjön Jökulsárlón. Vid glaciärens kalvning fylls sjön med små isberg.